# Список реп-альбомів № 1 у 2004 році (США)
Нижче наведено музичні альбоми, що посіли 1-шу сходинку чарту Billboard Top Rap Albums у 2004 р. Рейтинг створили у тиждень 13 листопада 2004.
| Дата виходу чарту | Альбом                                 | Виконавець        |
| ----------------- | -------------------------------------- | ----------------- |
| 13 листопада      | Unfinished Business                    | Jay-Z та Ар Келлі |
| 20 листопада      | Thug Matrimony: Married to the Streets | Trick Daddy       |
| 27 листопада      | Encore                                 | Eminem            |
| 4 грудня          | Encore                                 | Eminem            |
| 11 грудня         | Encore                                 | Eminem            |
| 18 грудня         | Urban Legend                           | T.I.              |
| 25 грудня         | The Red Light District                 | Ludacris          |